# Lista de algoritmos
Abaixo segue a lista de algoritmos:

## Algoritmos combinatórios
- Algoritmo busca-ciclos de Floyd: encontra ciclos em iterações.
- Geradores de números pseudoaleatórios: produzem números estatisticamente aleatórios.
  - Blum Blum Shub: um gerador de números pseudoaleatórios com prova de segurança;
  - Algoritmo Yarrow.

## Algoritmos de busca

### Algoritmos gerais de busca
- Busca linear: encontra um elemento numa lista não ordenada.
- Busca binária: encontra um elemento numa lista ordenada.
- Pesquisa binária numa sequência cíclica: encontra o menor elemento numa lista formada por elementos em sequência de forma cíclica.
- Pesquisa binária em sequências de intervalo desconhecido: neste caso, não se sabe o tamanho da sequência. Encontra um intervalo onde está o elemento procurado, depois aplica busca binária.
- Busca em árvore binária: encontra elemento em árvore binária.
- Busca em largura: percorre uma árvore nível por nível.
- Busca em profundidade: percorre um árvore galho por galho.
- Busca pela melhor escolha: percorre uma árvore em uma ordem de "provável importância", usando uma fila de prioridades.
- Busca A*: um caso especial da busca pela melhor escolha.
- Busca hash: encontra um elemento em uma lista indexada por uma tabela hash.
- Busca preditiva.

### Busca emstrings
- Algoritmo de Knuth-Morris-Pratt.
- Algoritmo de Rabin-Karp.
- Algoritmo de Boyer-Moore.
- Algoritmo de Boyer-Moore-Horspool.
- Algoritmo de Baeza-Yates-Gonnet (Shift-And, Shift-Or ou Bitmap).

### Busca em grafos
- Algoritmo de Bellman-Ford: calcula o caminho mais curto num grafo pesado (onde alguns dos pesos das extremidades podem ser negativos).
- Algoritmo de Dijkstra: calcula o caminho mais curto num grafo com peso absoluto das extremidades.
- Algoritmo de Floyd-Warshall: resolve o problema do caminho mínimo entre todos os pares de vértices em um grafo com direção e peso.
- Algoritmo de Kruskal; Algoritmo de Prim; Algoritmo de Boruvka: encontram a árvore de extensão mínima para um grafo.
- Algoritmo de Ford-Fulkerson: calcula o vazão máxima num grafo.
- Algoritmo de Edmonds-Karp: implementação de Ford-Fulkerson.
- Spring based algorithm: algoritmo para desenhar grafos.
- Algoritmo das economias: algoritmo para encontrar a menor rota em um grafo.

## Algoritmos de ordenação
- Bogosort: ineficiente, mais utilizado para ensinar o funcionamento dos algoritmos de ordenação.
- Classificação bolha: para cada par de índices, mude os itens de posição se estiverem fora de ordem.
- Bucket sort.
- Classificação pente: Parecido com o método bolha.
- Cocktail sort.
- Count sort: Ordena um arranjo, posicionando o valor devido ao seu tamanho comparado aos outros.
- Counting sort.
- Gnome sort.
- Heapsort: converta a lista num heap, continue removendo o maior elemento deste e adicionando-o no fim da lista.
- Ordenação por inserção: determina à qual posição o item atual pertence na lista dos classificados e o insere ali.
- Classificação fusão: classifique a primeira e a segunda metade da lista separadamente, e então junte as listas classificadas.
- Pancake sorting.
- Pigeonhole sort.
- Quicksort: divida a lista em duas, com todos os itens da primeira lista sendo menores que os itens da segunda; e então classifique as duas listas. Certamente esse é o método de escolha mais rápido.
- Radix sort: classifica strings letra por letra.
- Ordenação por seleção: escolha o menor dos elementos restantes, adicione ao final/início da lista classificada.
- Shell sort: uma tentativa de otimização do insertion sort.
- Smoothsort: É um variação do Heap sort.
- Stupid sort.
- Topological sort.

## Algoritmos de compressão
- Codificação aritmética: Codificação de entropia (sempre alcança a entropia da fonte).
- Método de Burrows-Wheeler: pré-processamento útil para compressão sem perda de dados.
- DEFLATE: compressão sem perda de dados.
- Codificação delta: apoio para compressão de dados na qual dados sequenciais acorrem frequentemente.
- Codificação de Huffman: Codificação de entropia por palavras-código.
- Incremental encoding: codificação delta aplicada à uma sequência de strings.
- LZW: Codificação baseada em dicionário (Lempel, Ziv, Welch).
- LZ77: Codificação baseada em dicionário com "janela deslizante" (sliding window em inglês). A base do DEFLATE.
- LZ78: Codificação baseada em dicionário da qual evoluiu o LZW.
- Codificação run-length: Codificação por comprimento de sequência.

## Algoritmos de álgebra linear e geometria analítica

### Geometria computacional
- Algoritmo embrulho para presente: determina o envoltório convexo de um conjunto de pontos.
- Exame de Graham: determina o envoltório convexo de um conjunto de pontos num plano.
- Teste ponto no polígono: testa se um dado ponto está ou não dentro de um polígono.

### Computação gráfica
- Algoritmo de linha de Bresenham: plota pontos de uma matriz bidimensional para traçar uma linha reta entre dois pontos específicos.
- Algoritmo do pintor: detecta partes visíveis de um cenário tridimensional.
- Traçado de raios: interpretação de imagens reais.

## Algoritmos criptográficos
- Criptografia de chave simétrica (chave secreta):
  - Padrão de criptografia avançada (AES), vencedor da competição NIST.
  - Blowfish.
  - Padrão de criptografia de dados (DES), também chamado de DE, vencedor da competição NBS, substituído pelo AES para a maioria dos propósitos.
  - IDEA.
  - RC4.
- Criptografia assimétrica (de chave pública) ou assinatura digital:
  - DSA.
  - ElGamal.
  - RSA.
  - NTRUEncrypt.
- Funções criptográficas de condensação de mensagem:
  - MD5.
  - MD4.
  - RIPEMD-160.
  - SHA-1.
  - HMAC: autenticação chaveada de mensagem codificada.
- Outros:
  - Diffie-Hellman: troca de chaves.

## Algoritmos de sistemas distribuídos
- Lamport ordering: ordenação parcial de eventos, baseada na relação dos acontecimentos passados.
- Algoritmo instantâneo: um instantâneo é o processo de captura do estado global de um sistema.
- Ordenação de vetor: uma ordenação total de eventos.

## Algoritmos numéricos

### Algoritmos numéricos para uso geral
- Algoritmo de De Boor: calcula fendas.
- Algoritmo de De Casteljau: calcula as curvas de Bezier.
- Método da falsa posição: aproxima raízes de uma função.
- Eliminação de Gauss-Jordan: resolve sistemas de equações lineares.
- Algoritmo de Gauss-Legendre: calcula os dígitos de pi.
- Método de Newton: encontra os zeros de uma função com cálculo.
- Funções de arredondamento: modos clássicos de arredondar números.
- Método da secante: aproxima raízes de uma função.
- Shifting nth-root algorithm: extração da raiz dígito a dígito.
- Raiz quadrada: aproxima a raiz quadrada de um número.
- Algoritmo de Buchberger: encontra a base de Grobner.
- Algoritmo de Eigenvalue.
- Exponentiating by squaring: calcula rapidamente a potência de matrizes e números.
- Processo de Gram-Schmidt: ortogonaliza um conjunto de vetores.
- Knuth-Bendix completion algorithm: para reescrita de sistemas de regras.
- Algoritmo de divisão multivariada: para polinômios em vários indeterminados.

### Algoritmos teórico-matemáticos
- Algoritmo de Euclides: calcula o MDC.
- Fatorização de inteiros: quebra um inteiro em seus fatores primitivos.
  - Divisão por tentativas.
  - Fatorização da curva elíptica de Lenstra.
  - Pollard's rho algorithm.
  - Pollard's p-1 algorithm.
  - Congruence of squares.
  - Quadratic sieve.
  - Special number field sieve.
  - General number field sieve.
- Algoritmo de multiplicação: rápida multiplicação de dois números.
- Teste de primitividades: determina se um dado número é primitivo.
  - Teste de primitividade de Miller-Rabin.
  - Crivo de Eratóstenes: produz uma lista dos primeiros primitivos.
  - AKS primality test.

## Algoritmos de processamento de sinais digitais
- CORDIC: técnica de cálculo rápido de função trigonométrica.
- Fast Fourier transform: determina as frequências contidas num (segmento de um) sinal.
  - Algoritmo de Cooley-Tukey FFT.
- Rainflow-counting algorithm: Reduz uma história de stress complexa em uma contagem de revezes de stress elementares para uso em análise de fadiga.
- Osem: algoritmo para processamento de imagens médicas.

## Algoritmos de otimização
- Simplex algorithm: um algoritmo para resolver o problema de programação linear.
- Simulated annealing: algoritmo de otimização que consiste numa técnica de busca local probabilística, fundamentado pela termodinâmica.

## Análise gramatical
- Algoritmo CYK: decide se uma dada string pode ser gerada a partir de uma gramática livre de contexto.
- Algoritmo Earley: também decide se uma dada string pode ser gerada a partir de uma gramática livre de contexto.

## Algoritmos quânticos
- Algoritmo de Grover: providencia velocidade quadrática para muitos problemas de busca.
- Algoritmo de Shor: providencia velocidade exponencial para fatorizar um número.
- Algoritmo de Deutsch-Jozsa: critério de balanceamento para funções booleanas.

## Algoritmos evolutivos
- Algoritmo genético: algoritmo evolutivo usado por regras de associação em mineração de dados.

## Outros
- Subset-sum: Aceita a completa linguagem NP Subset-sum em polinominal.
- CORDIC: Técnica de computação função-rápida.
- Cyclic redundancy check: cálculo de verificação de palavra.
- Halt: Ninguém sabe se este programa 43-bytes C sempre para.
- Knuth-Bendix completion algorithm: para reescrever regras de sistemas.
- Parity: simples e rápida técnica de detecção de erros, com base num número par ou ímpar.
- CHS conversion: conversão entre endereçamento de disco nos sistemas.
- Algoritmo Xor Swap: troca os valores de duas variáveis sem o uso do buffer.